# Helcostizus canadensis
Helcostizus canadensis là một loài tò vò trong họ Ichneumonidae.